# Bougainville (gmina)
Bougainville – miejscowość i gmina we Francji, w regionie Hauts-de-France, w departamencie Somma.
Według danych na rok 2011 gminę zamieszkiwały 433 osoby, a gęstość zaludnienia wynosiła 43 osoby/km² (wśród 2293 gmin Pikardii Bougainville plasuje się na 600. miejscu pod względem liczby ludności, natomiast pod względem powierzchni na miejscu 430.).